# Philipp Schoch
Philipp Schoch (Winterthur, 12 de octubre de 1979) es un deportista suizo que compitió en snowboard, especialista en las pruebas de eslalon paralelo. Su hermano Simon también compitió en snowboard.
Participó en tres Juegos Olímpicos de Invierno, entre los años 2002 y 2014, obteniendo en total dos medallas de oro en la prueba de eslalon gigante paralelo, en Salt Lake City 2002 y en Turín 2006.
Ganó dos medallas de plata en el Campeonato Mundial de Snowboard de 2007, en las pruebas de eslalon pararlelo y eslalon gigante paralelo.

## Medallero internacional
| Juegos Olímpicos   | Juegos Olímpicos                | Juegos Olímpicos | Juegos Olímpicos         |
| Año                | Lugar                           | Medalla          | Competición              |
| ------------------ | ------------------------------- | ---------------- | ------------------------ |
| 2002               | Salt Lake City (Estados Unidos) | Medalla de oro   | Eslalon gigante paralelo |
| 2006               | Turín (Italia)                  | Medalla de oro   | Eslalon gigante paralelo |
| Campeonato Mundial |                                 |                  |                          |
| Año                | Lugar                           | Medalla          | Competición              |
| 2007               | Arosa (Suiza)                   | Medalla de plata | Eslalon paralelo         |
| 2007               | Arosa (Suiza)                   | Medalla de plata | Eslalon gigante paralelo |